# AE Aurigae
AE Aurigae este stea fugară din constelația Vizitiul. Ea iluminează nebuloasa IC 405, fiind situată la distanța de circa 1.460 de ani-lumină de Terra.

## Caracteristici
Este o stea de tip O, o pitică albastră din secvența principală cu magnitudinea aparentă medie de 5,99; este o stea variabilă de tip Orion, cu o fluctuație care oscilează între +5,78 și +6,08.
Se pare că a fost expulzată, asemănător stelelor Mu Columbae și 53 Arietis, din regiunea Nebuloasa Orion, pentru instabilitate dinamică, neclarificată cu certitudine, până acum.
În ciuda temperaturii uimitoare de suprafață, de aproximativ 36.500 K, ceea ce ar face-o foarte albastră, din cauza prafului interstelar, la telescop se vede albă.